# Vararia mediospora
Vararia mediospora är en svampart. Vararia mediospora ingår i släktet Vararia och familjen Lachnocladiaceae.

## Underarter
Arten delas in i följande underarter:
- makokouensis
- mediospora